# Paronychia fastigiata
Paronychia fastigiata là loài thực vật có hoa thuộc họ Cẩm chướng. Loài này được (Raf.) Fernald mô tả khoa học đầu tiên năm 1936.